# Senarclens
Senarclens es una comuna suiza del cantón de Vaud, situada en el distrito de Morges. Limita al noroeste con la comuna de La Chaux (Cossonay), al noreste y este con Cossonay, al sureste con Gollion, al sur con Vullierens, y al oeste con Grancy.
Hasta el 31 de diciembre de 2007 la comuna formó parte del distrito y círculo de Cossonay.